# River Raisin
Der River Raisin ist ein 241 km langer Fluss im südöstlichen Michigan, Vereinigte Staaten, der bei Monroe in den Eriesee mündet. Er erlangte durch die Schlacht bei Frenchtown 1813 Bekanntheit. Das Ökosystem ist durch starke Eingriffe durch den Menschen geschädigt.

## Namensherkunft
Der indigene Name des Flusses lautet Nummasepee (übersetzt „Fluss der Störe“). Der heutige Name geht auf den französischen Entdecker Robert Cavelier de La Salle zurück, der das Gebiet 1679 erkundete. Der Legende nach taufte er aufgrund einer üppigen Vegetation an Weintrauben den Fluss Riviere aux Raisins (übersetzt „Fluss der Weintrauben“). Nachdem Michigan zunehmend durch englischsprachige Siedler erschlossen wurde, entstand daraus das heutige River Raisin, das die ursprüngliche französische Wortstellung beibehielt, welche auch bis heute in den meisten Publikationen verwendet wird. Nur sehr selten findet sich die Bezeichnung „Raisin River“, die außerdem Verwechslungsgefahr mit einem Fluss gleichen Namens in Ontario, Kanada, bietet.

## Geografie
Der River Raisin hat ein Einzugsgebiet von ca. 2770 km2. Das Becken verläuft durch die Counties Jackson, Washtenaw, Lenawee und Monroe. Zusätzlich entwässern Teile des Hillsdale Countys und des Fulton Countys (Ohio) in den River Raisin. Von der Quelle im Woodstock Township fließt der River Raisin zunächst bis Manchester nord-östlich, dreht dort in südliche Richtung ab und mäandert bis Blissfield. Von dort an fließt er bei einer konstanten Höhe von 174 m bis Monroe und mündet dort nach etwa 241 km Länge in den Eriesee. Entlang des Flusses wurden eine Vielzahl von Bewässerungskanälen angeschlossen, um damit im Umfeld liegende Felder bewirtschaften zu können. Auf diesem Wege ist vormals sumpfiges Gelände im Umfeld des Flusses ausgetrocknet worden. Diese Kanäle führen zu einer größeren Überschwemmungsgefahr nach Regenfällen, da durch sie Wasser von den umliegenden Feldern schneller in das Flussbecken gelangt. Dies wird dadurch begünstigt, dass das Flussbett und seine Umgebung hauptsächlich aus Lehm und Sand, welche Ablagerungen der Gletscherschmelze während der letzten Eiszeit sind, bestehen. Die Lehmschicht hat im Bereich des Flusses eine Dicke von 15 bis 90 Meter. Dadurch wird der Fluss kaum über Grundwasser gespeist und ein Versickern von Regenwasser findet in den umliegenden Feldern kaum statt. Überschwemmungen des Flusses kommen daher gelegentlich vor. Dies gilt insbesondere für den Zeitraum von März bis April, wenn Ostwinde Wassermassen aus dem Eriesee in den River Raisin hineindrücken und sich dadurch im Mündungsgebiet Eisplatten zu dichten Staumauern auftürmen. In dieser Zeit können Überschwemmungen bis zu 2,5 Kilometer von der Mündung entfernt auftreten. Entlang des River Raisin wurden eine Vielzahl von Dämmen errichtet, um die im 19. Jahrhundert aufkommende Papierindustrie zu unterstützen. Einige Dämme wurden für Henry Fords Konzept der Village Industries errichtet, bei denen Teile der Industrieanlagen in umliegende Dörfer ausgelagert werden sollten. Diese Dämme wurden häufig zur Stromerzeugung genutzt, jedoch ist von diesen nur noch der Sharon Mill Dam flussaufwärts von Manchester in Betrieb. Andere benötigen altersbedingte Reparaturen, wodurch die Möglichkeit eines Abrisses diskutiert wird.
Der ab der Quelle zunächst nord-östliche Verlauf liegt in den Irish Hills begründet, die durch den River Raisin für die Landwirtschaft genutzt werden können. Bis vor etwa 10.000 Jahren floss der Raisin River jedoch westwärts und mündete in den Huron River, welcher zu dieser Zeit seinerseits in den Grand River mündete. Erst durch das Abschmelzen des Eisschildes über der heutigen Defiance Moraine im nördlichen Ohio konnte der Fluss seine heutige Fließrichtung annehmen.
Eine geologische Studie aus dem Jahr 1975 zählte 429 Seen im Einzugsgebiet des Flusses. Diese reichten in ihrer Größe von 800 Hektar, dem künstlich angelegten Lake Columbia, bis unter einen Hektar. Die meisten Seen befinden sich im Nordwesten des Einzugsgebietes.

## Geschichte
Es kann heute nicht mehr geklärt werden, welche die ursprünglichen indigenen Bewohner des Flussgebietes waren. Zur Zeit der Ankunft erster europäischer Siedler lebten dort die Potawatomi und einige aus ihren ursprünglichen Siedlungsgebieten vertriebene Wyandot. Zu Beginn und Mitte des 18. Jahrhunderts kamen vor allem Holzfäller und Pelzjäger in das Gebiet, die durch den River Raisin ihre Waren leicht durch Kanus verschiffen konnten und Handel mit der indigenen Bevölkerung trieben. Ende des 18. Jahrhunderts siedelten vor allem französischsprachige Familien entlang des Flusses, deren Grundstücke als Langstreifengewannfluren angelegt waren.
Im Britisch-Amerikanischen Krieg kam es 1813 in der Schlacht bei Frenchtown (aus Frenchtown ging das heutige Monroe hervor) zur größten Niederlage amerikanischer Truppen. Nachdem viele Soldaten gefangen genommen wurden und britische Truppen abzogen, richteten mit den britischen Streitkräften verbündete Indigene ein Massaker unter den Verwundeten an. Nicht allzu schwer verwundete Soldaten wurden als persönlicher Besitz mitgenommen. Frenchtown selbst wurde in Brand gesteckt, und die Nachricht über die Ereignisse sorgte für einen Aufschrei in den USA. Unter dem Ruf Remember the Raisin (übersetzt „Erinnert euch an den Raisin“) kam es, vor allem unter Soldaten aus Kentucky, zu einem Aufflammen des Kampfgeistes. Diese Ereignisse hatten nicht unerheblichen Anteil an der späteren Gesetzgebung zur Vertreibung der indigenen Bevölkerung. Heute ist entlang des Ufers der River Raisin National Battlefield Park eingerichtet; der einzige Nationalpark, der einer Schlacht aus dem Britisch-Amerikanischen Krieg gewidmet ist.

## Gerichtsverfahren
Bis zum Beginn der 1920er Jahre wurden acht Papierfabriken entlang des Flusses errichtet, deren Abwässer ungefiltert in den Fluss geleitet wurden. W. C. Sterling, Besitzer einer Karpfenzucht, verklagte den Besitzer der Papierfabriken, da er die Qualität seiner Karpfen durch die Abwässer beeinträchtigt sah und diese oft während des Transportes nach New York verstarben. Er forderte deshalb eine Kompensationszahlung sowie eine Filterung des Abwassersystems. Der Kompensationszahlung wurde stattgegeben, jedoch befand der Richter die nötigen Investitionen in Filteranlagen für untragbar, da diese eine Fortführung der Fabriken unmöglich machen würden. Dies hätte den Wohlstand der Stadt Monroe erheblich gefährdet, da der Betrieb etwa 3000 Menschen beschäftigte. Diese Rechtsprechung wurde zu einem Präzedenzfall dafür, dass ökonomische Interessen höher als der Umweltschutz gewichtet werden können.

## Flora und Fauna

### Heutige Situation
Die heute häufigsten Fischarten sind Labidesthes sicculus, Shiners, Johnny Darter und Blaue Sonnenbarsche. Der Orangespotted Sunfish scheint das Gebiet aufgrund der durch sinkende Wasserqualität verdrängten Arten neu zu besiedeln. 1978 konnten der Creek Chubsucker und der Southern Redbelly Dace in geringen Zahlen nachgewiesen werden; beide zählen in Michigan zu den seltenen Spezies. Vom Eastern Sand Darter wird angenommen, dass er inzwischen im River Raisin ausgestorben ist. Eine Studie von 1984 konnte keine Fischspezies, die im Eriesee heimisch ist, im Bereich des Flusses nachweisen, auch nicht an der Mündung. Die Autoren sehen dies in dem hohen Bedarf von Kühlwasser durch die Detroit Edison Monroe Power Plant begründet. Durch sie wird Wasser des River Raisin umgeleitet und in Zeiten niedriger Pegelstände sogar vom Eriesee angesaugt. Es besteht der Verdacht, das im Zuge dessen eine Vielzahl von Fischen verstirbt.

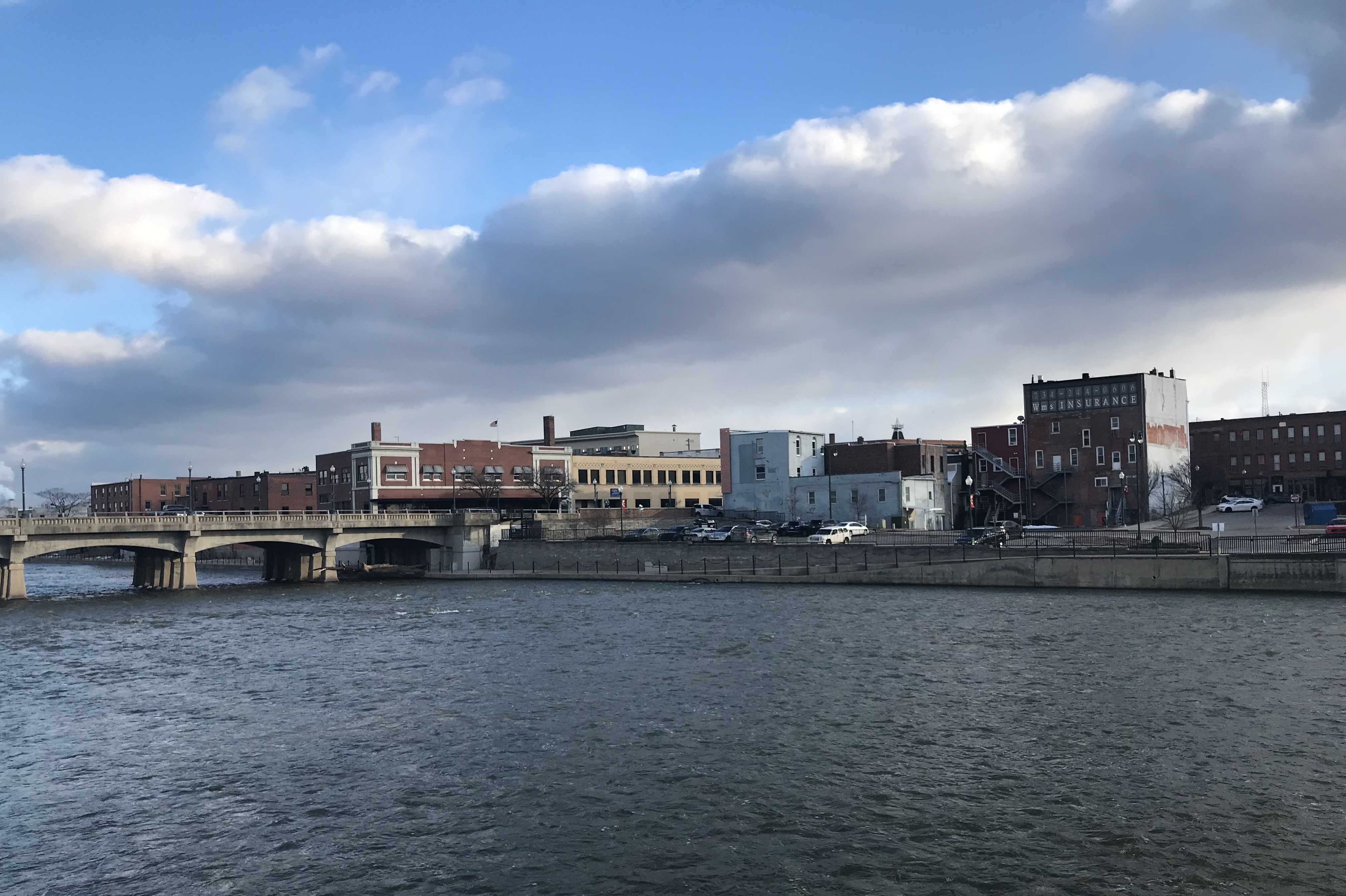
Der River Raisin an der Mündung mit Blick auf Monroe

Zu den häufigsten im Flussbereich gefundenen Wirbellosen zählen Elmidae, Zuckmücken, Schnaken, Ruderwanzen und Schlanklibellen. Der Amerikanische Rostkrebs wurde durch den Menschen in den Fluss eingebracht. Enthielt der River Raisin vormals 20 Muschelarten, so konnten 1979 nur noch vier nachgewiesen werden. Fünf Muschelarten, die vormals dort heimisch waren, sind inzwischen für dieses Gebiet als bedrohte Arten aufgeführt: Die Northern Riffleshell, die Toxolasma Lividus, die Paetulunio Fabalis, die Obovaria Subrotunda und die Salamander Mussel. 47 Amphibien- und Reptilienarten leben im Flussgebiet, darunter einige Schildkrötenarten. Bedroht sind die Kirtland's Snake und der Small-Mouth Salamander. Im oberen Abschnitt lebt eine wachsende Biberpopulation.
Häufig zu entdecken sind Blässhühner, Teichrallen, und Rohrdommeln. Während ihren Reisen rasten diverse Zugvögelarten, darunter Höckerschwäne und Kanadagänse, auf den vielen Seen des Flusses. Da der Bestand an Gänsen in den vergangenen Jahren stetig zugenommen hat, erfolgt inzwischen eine intensive Bejagung. Die durch Stauseen entstandenen Wattflächen kommen unter anderem Gelbschenkeln, Wassertreter und Strandläufern zugute.
Als Invasive Spezies ist die Zebramuschel auch im Gebiet des River Raisin nachgewiesen worden. Hinzu kommen das Ährige Tausendblatt und das Krause Laichkraut, welche von der Verschmutzung durch Düngemitteln profitieren und dichte Algenteppiche bilden.

### Historisch
Durch die intensive landwirtschaftliche Nutzung des Umlandes hat die Verschmutzung des Wassers erheblich zugenommen. Ebenso trug die Entwaldung im späten 19. Jahrhundert und die dadurch bedingte Erhöhung der Wassertemperatur dazu bei, dass die ursprünglich heimische Artenvielfalt deutlich abgenommen hat. Viele Arten werden zusätzlich durch künstliche Dämme in ihren Habitaten begrenzt. Dies betrifft vor allem Wanderfische wie Störe, Muskellunge, Weißbarsche, Glasaugenbarsche und möglicherweise auch Amerikanische Seesaiblinge, die ihre ursprünglichen Laichplätze nicht mehr erreichen können. In der Mitte des 19. Jahrhunderts wurde der River Raisin außerdem für seine Schwarzbarsche bekannt, und man sagte, dort gäbe es die besten Amerikas. Am Mündungsgebiet erfreute sich außerdem Eisfischen einer großen Beliebtheit. Zudem wurden Störe von indigenen Bewohnern und europäischen Siedlern gleichermaßen während der Laichzeit durch Speerfischen bejagt. In den Sumpfgebieten war indes die Entenjagd möglich. Im südlichen Michigan wurde die früher heimische Population an Ottern inzwischen ausgerottet. Während eine Wiederansiedlung an anderen Flüssen in Betracht gezogen wurde, ist dies aufgrund der anhaltenden Verschmutzung im River Raisin nicht vorgesehen.
Die früher durch den River Raisin gespeisten Feuchtgebiete sind inzwischen vollständig trockengelegt und dem Ackerbau gewichen. Diese bestanden im Bereich um Riga aus dichten Wäldern aus Balsam-Pappeln, Hickory und Ahorne. Historische Aufzeichnungen besagen, dass in Zeiten von Hochwasser diese Feuchtgebiete derart anschwollen, das Indigene den Grand, Kalamazoo und Maumee River ohne Verlassen ihres Kanus erreichen konnten. Abseits der Feuchtgebiete waren entlang des Flusses Wälder aus unter anderem Eichen, der Schwarznuss, dem Zucker-Ahorn und der Spätblühenden Traubenkirsche anzutreffen.